# Mémorial Marco Pantani
Pour les articles homonymes, voir Pantani.
Le Mémorial Marco Pantani est une course cycliste italienne disputée à Césène, en Émilie-Romagne. Créé en 2004, il rend hommage au coureur italien Marco Pantani, né à Césène et mort en 2004.
Le Mémorial Marco Pantani a d'abord fait partie du calendrier national italien et a intégré l'UCI Europe Tour en 2006 en catégorie 1.2, puis en catégorie 1.1 en 2007.

## Palmarès
| Année | Vainqueur         | Deuxième          | Troisième            |
| ----- | ----------------- | ----------------- | -------------------- |
| 2004  | Damiano Cunego    | Franco Pellizotti | Luca Mazzanti        |
| 2005  | Gilberto Simoni   | Luca Mazzanti     | Emanuele Sella       |
| 2006  | Daniele Bennati   | Luca Mazzanti     | Ruslan Pidgornyy     |
| 2007  | Franco Pellizotti | Luca Mazzanti     | Pasquale Muto        |
| 2008  | Enrico Rossi      | Damiano Cunego    | Ruslan Pidgornyy     |
| 2009  | Roberto Ferrari   | Giovanni Visconti | Valerio Agnoli       |
| 2010  | Elia Viviani      | José Serpa        | Manuel Belletti      |
| 2011  | Fabio Taborre     | Davide Rebellin   | Daniel Martin        |
| 2012  | Fabio Felline     | Elia Viviani      | Giovanni Visconti    |
| 2013  | Sacha Modolo      | Enrico Rossi      | Andrea Piechele      |
| 2014  | Sonny Colbrelli   | Grega Bole        | Fabio Chinello       |
| 2015  | Diego Ulissi      | Giovanni Visconti | Vincenzo Nibali      |
| 2016  | Francesco Gavazzi | Matteo Busato     | Paolo Totò           |
| 2017  | Marco Zamparella  | Diego Ulissi      | Egan Bernal          |
| 2018  | Davide Ballerini  | David Gaudu       | Francesco Gavazzi    |
| 2019  | Alexey Lutsenko   | Diego Rosa        | Guillaume Martin     |
| 2020  | Fabio Felline     | Ethan Hayter      | Alexandr Riabushenko |
| 2021  | Sonny Colbrelli   | Vincenzo Albanese | Alex Aranburu        |
| 2022  | annulé            | annulé            | annulé               |
| 2023  | Alexey Lutsenko   | Marc Hirschi      | Pavel Sivakov        |
| 2024  | Marc Hirschi      | Lorenzo Milesi    | Vincenzo Albanese    |